# Клан Голдейн

Нашоломник клану Голдейн.

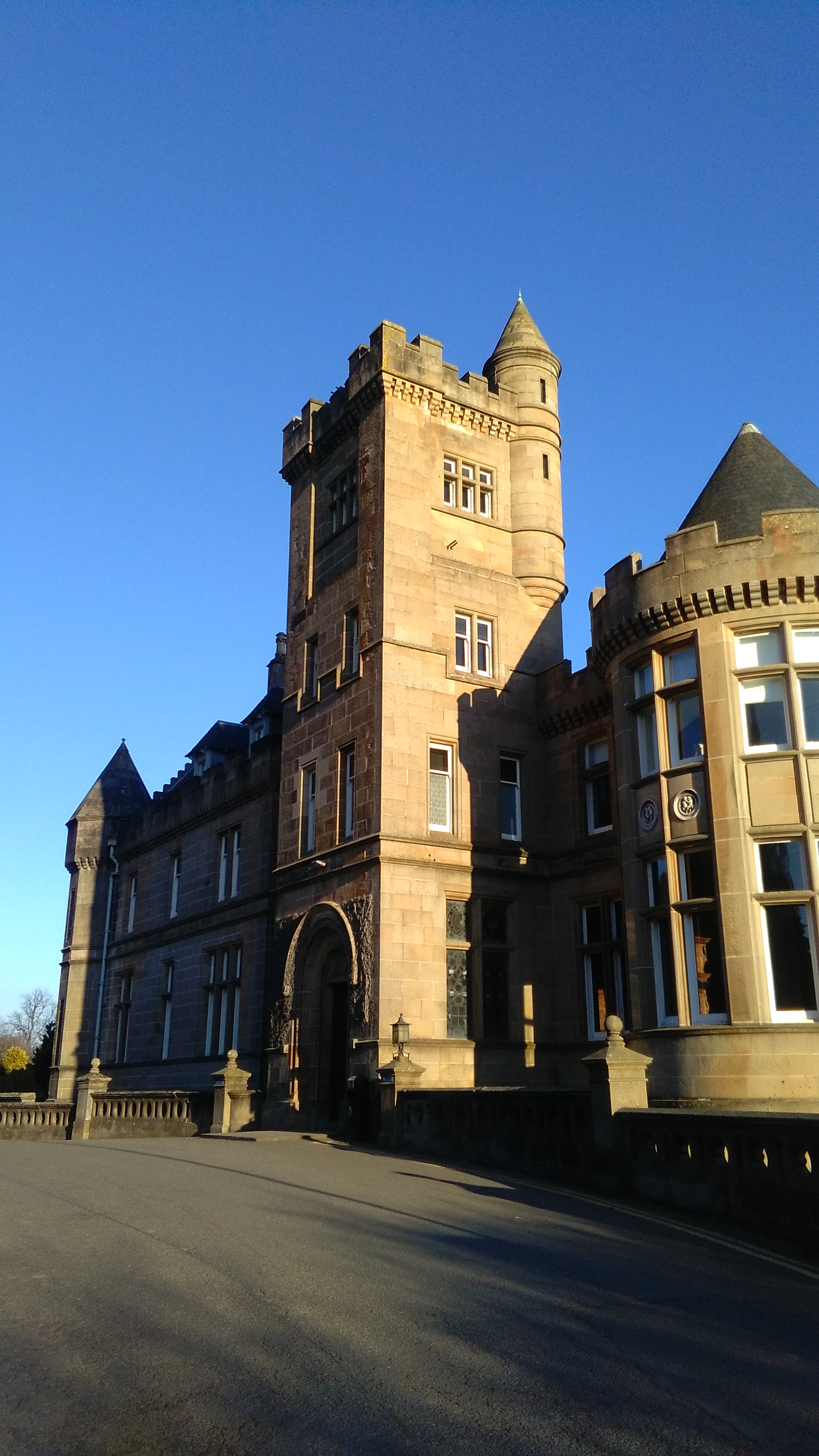
Замок Айртрей.

Клан Голдейн (шотл. - Clan Haldane) — клан Голдейн, клан Галдейн, клан Голден — один з кланів рівнинної частини Шотландії - Лоулендсу.
Гасло клану: Терпіти
Вождь клану: Мартін Голдейн Гленеглес
Резиденція вождя клану: Замок Гленеглес-гаус
Історична резиденція вождів клану: Замок Айртрей
Ворожі клани: Стюарт

## Історія клану Голдейн

### Походження клану Голдейн
Перші згадки в історичних документах про вождів клану Голдейн належать до XII століття. Бернард мак Браєн отримав в нагороду за службу від короля Шотландії Вільгельма Лева маєток Гавден (гельск. - Hauden) десь між 1165 та 1171 роком. Один із молодших синів вождя клану оселився в Стратерні. Придбані ним землі потім стали частиною баронства Гленігсі. Вожді клану Голдейн досі живуть в тих місцях. Ім’я та назва Гленіглсі (Гленеглес) не мають нічого спільного ні з походженням, ні з геральдикою вождів клану Голдейн, але нині ввійшло в прізвище вождів клану. Саме слово Гленіглсі походить від гельського слова еглайс - eaglais - церква. 

### XIII - XIV століття
Наприкінці XIII століття король Англії Едвард І Довгоногий, користуючись тим, що трон Шотландії виявився вакантним, захопив Шотландію і змусив вождів шотландських кланів присягнути йому на вірність і підписати відповідний документ - «Рагман роллс» у 1296 році. У цьому документі згадується ім’я вождя клану Голдейн - Ейлмера Голдейна. Але через кілька років після цього Ейлмер Голдейн підтримав Роберта Брюса і його повстання за незалежність Шотландії. У 1312 році сер Саймон Голдейн отримав грамоту на володіння землями Бардрілл в Стехерні від сера Джона де Логі. Сер Саймон Голдейн одружився з Матильдою де Арнот і в якости приданого отримав великі землі в графстві Леннокс. 

### XV століття
Сер Джон Голдейн - III лорд Гленіглсі був лорд-суддею Верховного суду Шотландії від Форта, був шерифом Единбургу і Майстром Дому в часи короля Шотландії Джеймса III.  У 1482 році він подав у відставку, свої землі в Файфі, Стірлінгширі та Пертширі він передав Короні, за це він отримав від короля грамоту на володіння вільним баронством Гленіглсі. Він одружився з дочкою Мердока Ментейта Раскі і внаслідок цього шлюбу він розширив свої володіння і владу в графстві Леннокс і став претендувати на титул графа Леннокс. Він почав тривалий судовий процес проти клану Стюарт, не зовсім вдало - лорд Дарнлі зберіг титул графа, але володіння Гленіглсі були розширені. 

### XVI століття
У 1505 році сер Джеймс Голдейн, IV лорд Гленіглсі був призначений губернатором замку Данбар. Його син - сер Джон Голдейн, V лорд Гленіглсі зібрав землі в Ленноксі та Пертширі в єдине баронство Голдейн. Його резиденція була в замку Раскі-хаус. Він загинув під час битви під Флодден у 1513 році.
У 1560 році Роберт Голдейн - лерд Гленіглсі і його брат Джон брали участь в облозі Лейт, воюючи проти католиків на підтримку Реформації в Шотландії. Підтримуючи Реформацію, клан Голдейн грав суттєву роль у політичних потрясіннях в Шотландії в XVI столітті. Зокрема, клан Голдейн брав участь у перевороті, в результаті якого королева Шотландії Марія Стюарт позбулася трону, корони, а потім і голови. Клан Голдейн був частиною армії, яка взяла в облогу замок Стірлінг у 1585 році. Клан Голдейн вимагав від короля скасувати заслання графа Ангуса та інших непокірних протестантських шляхтичів. Джеймс Голдейн - брат лерда Гленіглсі, вів наступ на замок з західного боку. Він розбив загін сера Вільяма Стюарта - полковника Королівської гвардії і змусив його тікати. Проте Голдейн був застрелений слугою Вільяма Стюарта.

### XVII століття
Сер Джон Голдейн - XI лерд Гленіглсі був професійним солдатом, який воював за Генріха - принца Оранського разом зі своїм братом Джеймсом Голденом в Нідерландах. Він був посвячений у лицарі королем Англії і Шотландії Карлом I у 1633 році і представляв місто Перт в парламенті Шотландії. Він був сильним прихильником Національного пакту, витратив на справу Національного пакту величезні кошти, внаслідок чого мав величезні борги. Йому приписують будівництво замку Гленіглсі-хаус. Під час громадянської війни він воював за роялістів і брав участь у битві під Данбар у 1650 році.

### XVIII століття
Генерал Джордж Холдейн - син XVI лерда був професійним військовим, воював проти французів, брав участь у битві під Деттінгеном у 1743 році і в битві під Фонтенуа в 1745 році. Джордж Холдейн служив герцогу Камберленду, брав участь у придушенні повстання якобітів у 1745 - 1746 роках.

### XIX - ХХ століття
У 1820 році маєтки клану Голдейн перейшли кузену XVIII лерда Голдейна Гленіглсі - адміралу Адаму Дункану - віконту Дункану Кампердауну, що був відомий своєю перемогою в битві під Кампердауном у 1797 році. Син адмірала прийняв прізвище Голдейн і отримав титул графа Кампердаун у 1831 році.
IV граф Кампердаун передав свої володіння родичеві - Джеймсу Чіннері-Голдейну в 1918 році. Син Джеймса - Олександр став вождем клану Голдейн. Ще один з синів Джеймса - Бродік був відомим фотографом-портретистом. Олександр помер у 1994 році і верховенство в клані перейшло до його племінника Мартіна.